# Dean Dixon

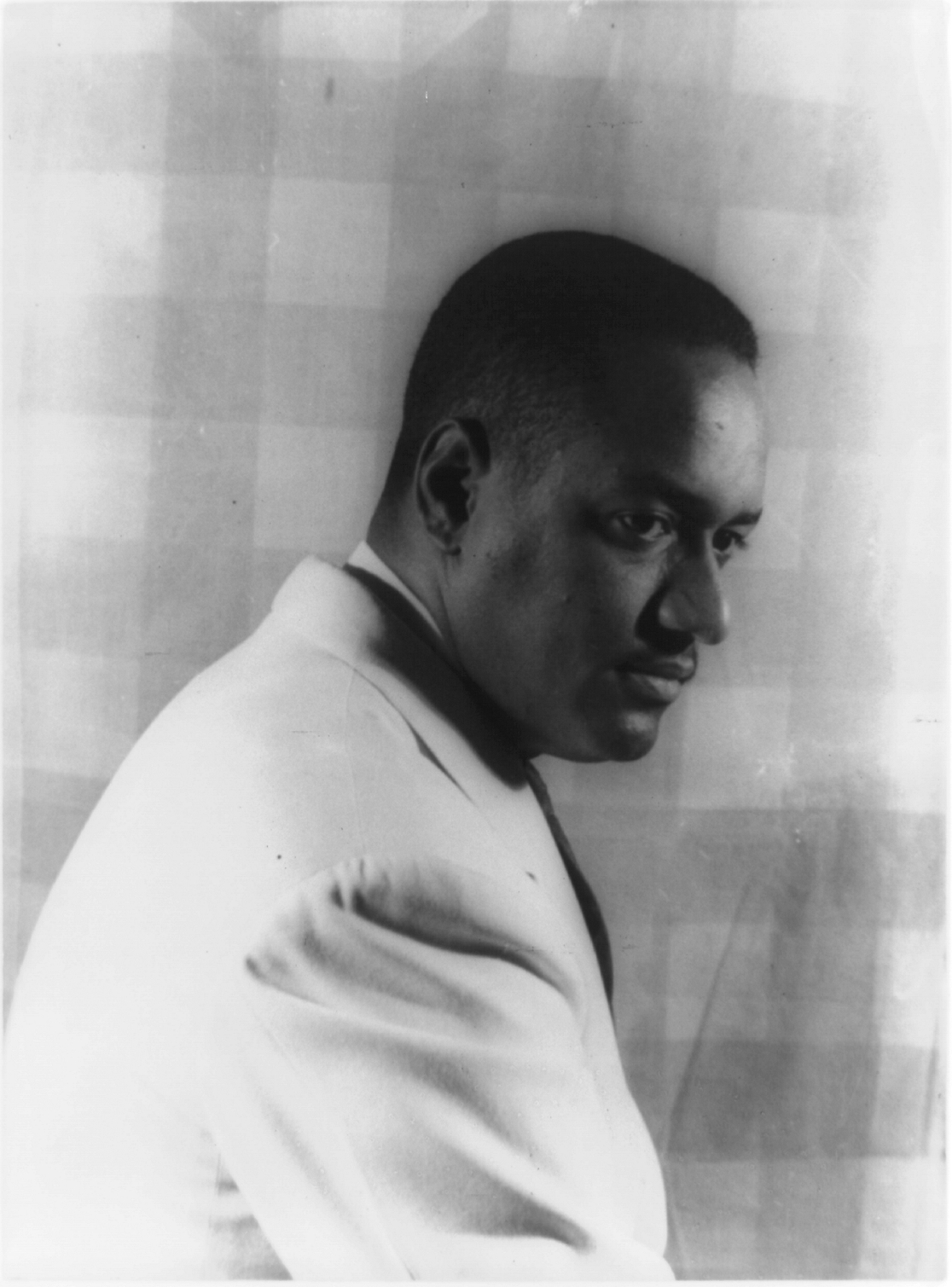
Dean Dixon, 17 september 1941

Dean Dixon, född den 10 januari 1915 i New York, död den 4 november 1976 i Zug, Schweiz, var en amerikansk dirigent. Han var den förste afroamerikanen som dirigerade stora amerikanska symfoniorkestrar och en av de första amerikanska dirigenter som arbetade i Europa, bland annat var han chefsdirigent vid Göteborgs symfoniorkester.
Dixon studerade dirigering för Albert Stoessel vid Juilliard School och hade redan som ung grundat en egen orkester och en egen kör (1931). Han studerade även vid Columbia University och debuterade som dirigent 1938. Han var under 1940-talet gästdirigent vid NBC Symphony Orchestra, New York Philharmonic Orchestra, Philadelphia Orchestra och Boston Symphony Orchestra. Han flyttade 1949 till Europa och arbetade för franska radions orkester. I Sverige debuterade han som dirigent i Malmö 1951, och i Göteborg och Stockholm 1952. Han var chefsdirigent vid  Göteborgs symfoniorkester 1953-1960. Han gav även skolkonserter i Stockholm. Därefter var han dirigent 1961-1974 för Radio-Sinfonie-Orchester Frankfurt (Hessische Rundfunk) och verkade även vid Sydney Symphony Orchestra.
Dixon gjorde många skivinspelningar av europeiska kompositörers verk. Av amerikanska kompositörer märks inspelningar av Henry Cowells symfoni nr 5, Edward MacDowells Indian Suite och Douglas Stuart Moores symfoni nr 2.
Dixon dirigerade många orkestrar i Europa, Israel, Japan och Sydamerika. Han introducerade gärna amerikansk musik för publiken. 1970 återvände han triumfartat till USA, och utsågs till hedersmedborgare i New York.
I ett första äktenskap var han gift med den amerikanska pianisten Vivian Rivkin.
Denna artikel baseras delvis på tyska Wikipedia